# Jurij Iwanow (skoczek narciarski)
Jurij Michajłowicz Iwanow, ros. Юрий Михайлович Иванов (ur. 9 lipca 1959 w Sortawali, Karelia) – radziecki skoczek narciarski, reprezentant ZSRR na Zimowych Igrzyskach Olimpijskich 1980, zwycięzca konkursu 27. Turnieju Czterech Skoczni w Oberstdorfie. Startował na arenie międzynarodowej w latach 1975–1980.
Na igrzyskach w 1980 zajął 33. miejsce w konkursie na skoczni normalnej i 34. na skoczni dużej.
Wystąpił też na mistrzostwach świata w lotach w 1979, gdzie zajął 20. miejsce.